# Convocazioni per il campionato mondiale femminile di calcio 2011
Questa pagina elenca tutte le calciatrici convocate per il campionato mondiale femminile di calcio di Germania 2011.
Statistiche, squadre di club ed età delle calciatrici sono aggiornate al 26 giugno 2011, giorno di inizio della competizione.

## Regolamentazione
Ognuna delle sedici nazionali qualificate alla fase finale del torneo venne invitata a presentare alla FIFA un elenco di 21 calciatrici, composte dalle sole atlete ammesse a partecipare alla competizione per tutta la sua durata. Prima di annunciare la rosa definitiva, ciascuna federazione dovette inviare entro il 27 maggio 2011 una lista preliminare di 40 calciatrici, che avrebbe poi dovuto essere ridotta alle 21 previste (di cui tre portieri) dal regolamento entro il 16 giugno 2011.
La sostituzione delle calciatrici gravemente infortunate fu permessa fino al 26 giugno 2011, giorno di inizio della competizione, a patto che le atlete in sostituzione di esse fossero già presenti nella lista preliminare inviata alla FIFA.
Le rose delle squadre vennero pubblicate ufficialmente il 17 giugno 2011.

## Gruppo A

### Canada
Selezionatrice: Carolina Morace
| N. | Pos. | Giocatore              | Data nascita (età)          | Pres. | Reti | Squadra                 |
| -- | ---- | ---------------------- | --------------------------- | ----- | ---- | ----------------------- |
| 1  | P    | Karina LeBlanc         | 30 marzo 1980 (31 anni)     | 88    | 0    | Chicago Red Stars       |
| 2  | D    | Emily Zurrer           | 12 luglio 1987 (23 anni)    | 45    | 2    | Vancouver Whitecaps     |
| 3  | C    | Kelly Parker           | 8 marzo 1981 (30 anni)      | 14    | 1    | Atlanta Beat            |
| 4  | C    | Carmelina Moscato      | 2 maggio 1984 (27 anni)     | 52    | 2    | svincolata              |
| 5  | D    | Robyn Gayle            | 31 ottobre 1985 (25 anni)   | 44    | 0    | Vancouver Whitecaps     |
| 6  | C    | Kaylyn Kyle            | 6 ottobre 1988 (22 anni)    | 32    | 2    | Vancouver Whitecaps     |
| 7  | D    | Rhian Wilkinson        | 12 maggio 1982 (29 anni)    | 100   | 7    | LSK Kvinner             |
| 8  | C    | Diana Matheson         | 6 aprile 1984 (27 anni)     | 122   | 10   | LSK Kvinner             |
| 9  | D    | Candace Chapman        | 2 aprile 1983 (28 anni)     | 88    | 6    | Western New York Flash  |
| 10 | A    | Jodi-Ann Robinson      | 17 aprile 1989 (22 anni)    | 50    | 7    | Vancouver Whitecaps     |
| 11 | C    | Desiree Scott          | 31 luglio 1987 (23 anni)    | 22    | 0    | Vancouver Whitecaps     |
| 12 | A    | Christine Sinclair (c) | 12 giugno 1983 (28 anni)    | 159   | 116  | Western New York Flash  |
| 13 | C    | Sophie Schmidt         | 28 giugno 1988 (22 anni)    | 63    | 3    | Vancouver Whitecaps     |
| 14 | A    | Melissa Tancredi       | 27 dicembre 1981 (29 anni)  | 61    | 13   | Vancouver Whitecaps     |
| 15 | A    | Christina Julien       | 6 maggio 1988 (23 anni)     | 28    | 7    | Ottawa Fury             |
| 16 | A    | Jonelle Filigno        | 24 settembre 1990 (20 anni) | 39    | 8    | Rutgers Scarlet Knights |
| 17 | D    | Brittany Timko         | 5 settembre 1985 (25 anni)  | 101   | 4    | svincolata              |
| 18 | P    | Erin McLeod            | 26 febbraio 1983 (28 anni)  | 62    | 0    | magicJack               |
| 19 | C    | Chelsea Stewart        | 28 aprile 1990 (21 anni)    | 23    | 0    | Vancouver Whitecaps     |
| 20 | D    | Marie-Eve Nault        | 16 febbraio 1982 (29 anni)  | 43    | 0    | Ottawa Fury             |
| 21 | P    | Stephanie Labbé        | 10 ottobre 1986 (24 anni)   | 8     | 0    | Piteå IF                |

### Francia
Selezionatore: Bruno Bini
| N. | Pos. | Giocatore               | Data nascita (età)          | Pres. | Reti | Squadra             |
| -- | ---- | ----------------------- | --------------------------- | ----- | ---- | ------------------- |
| 1  | P    | Céline Deville          | 24 gennaio 1982 (29 anni)   | 42    | 0    | Montpellier         |
| 2  | D    | Wendie Renard           | 20 luglio 1990 (20 anni)    | 7     | 0    | Olympique Lione     |
| 3  | D    | Laure Boulleau          | 22 ottobre 1986 (24 anni)   | 13    | 0    | Paris Saint-Germain |
| 4  | D    | Laura Georges           | 20 agosto 1984 (26 anni)    | 98    | 2    | Olympique Lione     |
| 5  | D    | Ophélie Meilleroux      | 18 gennaio 1984 (27 anni)   | 44    | 0    | Montpellier         |
| 6  | C    | Sandrine Soubeyrand (c) | 16 agosto 1973 (37 anni)    | 161   | 17   | FCF Juvisy          |
| 7  | C    | Corine Franco           | 5 ottobre 1983 (27 anni)    | 47    | 8    | Olympique Lione     |
| 8  | D    | Sonia Bompastor         | 8 giugno 1980 (31 anni)     | 128   | 15   | Olympique Lione     |
| 9  | A    | Eugénie Le Sommer       | 18 maggio 1989 (22 anni)    | 34    | 9    | Olympique Lione     |
| 10 | C    | Camille Abily           | 5 dicembre 1984 (26 anni)   | 75    | 19   | Olympique Lione     |
| 11 | D    | Laure Lepailleur        | 7 marzo 1985 (26 anni)      | 28    | 2    | Paris Saint-Germain |
| 12 | A    | Élodie Thomis           | 13 agosto 1986 (24 anni)    | 52    | 15   | Olympique Lione     |
| 13 | C    | Caroline Pizzala        | 23 novembre 1987 (23 anni)  | 15    | 0    | Paris Saint-Germain |
| 14 | C    | Louisa Nécib            | 23 gennaio 1987 (24 anni)   | 58    | 10   | Olympique Lione     |
| 15 | C    | Élise Bussaglia         | 24 settembre 1985 (25 anni) | 81    | 18   | Paris Saint-Germain |
| 16 | P    | Bérangère Sapowicz      | 6 febbraio 1983 (28 anni)   | 18    | 0    | Paris Saint-Germain |
| 17 | A    | Gaëtane Thiney          | 28 ottobre 1985 (25 anni)   | 48    | 19   | FCF Juvisy          |
| 18 | A    | Marie-Laure Delie       | 29 gennaio 1988 (23 anni)   | 20    | 21   | Montpellier         |
| 19 | A    | Sandrine Brétigny       | 2 luglio 1984 (26 anni)     | 19    | 9    | Olympique Lione     |
| 20 | D    | Sabrina Viguier         | 4 gennaio 1981 (30 anni)    | 85    | 1    | Olympique Lione     |
| 21 | P    | Laëtitia Philippe       | 30 aprile 1991 (20 anni)    | 1     | 0    | Montpellier         |

### Germania
Selezionatrice: Silvia Neid
| N. | Pos. | Giocatore              | Data nascita (età) | Pres. | Reti | Squadra            |
| -- | ---- | ---------------------- | ------------------ | ----- | ---- | ------------------ |
| 1  | P    | Nadine Angerer         | 10 novembre 1978   | 97    | 0    | 1. FFC Francoforte |
| 2  | D    | Bianca Schmidt         | 23 gennaio 1990    | 15    | 0    | Turbine Potsdam    |
| 3  | D    | Saskia Bartusiak       | 9 settembre 1982   | 40    | 0    | 1. FFC Francoforte |
| 4  | D    | Babett Peter           | 12 maggio 1988     | 50    | 1    | Turbine Potsdam    |
| 5  | D    | Annike Krahn           | 1º luglio 1985     | 65    | 4    | 2001 Duisburg      |
| 6  | C    | Simone Laudehr         | 12 luglio 1986     | 40    | 8    | 2001 Duisburg      |
| 7  | C    | Melanie Behringer      | 18 novembre 1985   | 64    | 17   | 1. FFC Francoforte |
| 8  | A    | Inka Grings            | 31 ottobre 1978    | 89    | 62   | 2001 Duisburg      |
| 9  | A    | Birgit Prinz (c)       | 25 ottobre 1977    | 211   | 128  | 1. FFC Francoforte |
| 10 | D    | Linda Bresonik         | 7 dicembre 1983    | 64    | 5    | 2001 Duisburg      |
| 11 | A    | Alexandra Popp         | 6 aprile 1991      | 11    | 7    | 2001 Duisburg      |
| 12 | P    | Ursula Holl            | 26 giugno 1982     | 5     | 0    | 2001 Duisburg      |
| 13 | C    | Célia Okoyino da Mbabi | 27 giugno 1988     | 54    | 10   | Bad Neuenahr       |
| 14 | C    | Kim Kulig              | 9 aprile 1990      | 23    | 6    | Amburgo            |
| 15 | D    | Verena Faißt           | 22 maggio 1989     | 3     | 0    | Wolfsburg          |
| 16 | A    | Martina Müller         | 18 aprile 1980     | 92    | 30   | Wolfsburg          |
| 17 | C    | Ariane Hingst          | 25 luglio 1979     | 172   | 10   | 1. FFC Francoforte |
| 18 | C    | Kerstin Garefrekes     | 4 settembre 1979   | 125   | 41   | 1. FFC Francoforte |
| 19 | C    | Fatmire Bajramaj       | 1º aprile 1988     | 46    | 8    | Turbine Potsdam    |
| 20 | D    | Lena Goeßling          | 8 marzo 1986       | 22    | 0    | Bad Neuenahr       |
| 21 | P    | Almuth Schult          | 9 febbraio 1991    | 0     | 0    | Magdeburgo         |

### Nigeria
Selezionatore: Uche Eucharia
| N. | Pos. | Giocatore             | Data nascita (età)         | Pres. | Reti | Squadra               |
| -- | ---- | --------------------- | -------------------------- | ----- | ---- | --------------------- |
| 1  | P    | Precious Dede (c)     | 18 gennaio 1980 (31 anni)  | 70    | 0    | Rivers Angels         |
| 2  | C    | Rebecca Kalu          | 12 giugno 1990 (21 anni)   | 1     | 0    | Rivers Angels         |
| 3  | D    | Osinachi Ohale        | 21 dicembre 1991 (19 anni) | 9     | 0    | Delta Queens          |
| 4  | C    | Perpetua Nkwocha      | 3 gennaio 1976 (35 anni)   | 80    | 40   | Sunnanå SK            |
| 5  | D    | Onome Ebi             | 5 agosto 1983 (27 anni)    | 45    | 0    | Düvenciler Lisesispor |
| 6  | D    | Helen Ukaonu          | 17 maggio 1991 (20 anni)   | 11    | 1    | Sunnanå SK            |
| 7  | A    | Stella Mbachu         | 16 aprile 1978 (33 anni)   | 85    | 20   | Rivers Angels         |
| 8  | C    | Ebere Orji            | 23 dicembre 1992 (18 anni) | 13    | 2    | Rivers Angels         |
| 9  | A    | Desire Oparanozie     | 17 dicembre 1993 (17 anni) | 12    | 6    | Delta Queens          |
| 10 | C    | Rita Chikwelu         | 6 marzo 1988 (23 anni)     | 37    | 16   | Umeå IK               |
| 11 | C    | Glory Iroka           | 3 gennaio 1990 (21 anni)   | 8     | 0    | Rivers Angels         |
| 12 | A    | Sarah Michael         | 22 luglio 1990 (20 anni)   | 6     | 0    | KIF Örebro            |
| 13 | C    | Ogonna Chukwudi       | 4 settembre 1988 (22 anni) | 12    | 0    | Umeå IK               |
| 14 | D    | Faith Ikidi           | 28 febbraio 1987 (24 anni) | 47    | 0    | Piteå IF              |
| 15 | D    | Josephine Chukwunonye | 19 marzo 1992 (19 anni)    | 10    | 0    | Rivers Angels         |
| 16 | P    | Tochukwu Oluehi       | 3 giugno 1988 (23 anni)    | 40    | 0    | Sunshine Queens       |
| 17 | A    | Francisca Ordega      | 19 ottobre 1993 (17 anni)  | 9     | 1    | Bayelsa Queens        |
| 18 | D    | Ulunma Jerome         | 11 aprile 1988 (23 anni)   | 37    | 0    | Piteå IF              |
| 19 | A    | Uchechi Sunday        | 9 settembre 1994 (16 anni) | 0     | 0    | Neunkirch             |
| 20 | A    | Amenze Aighewi        | 21 novembre 1991 (19 anni) | 3     | 0    | Rivers Angels         |
| 21 | P    | Alaba Jonathan        | 1º giugno 1992 (19 anni)   | 0     | 0    | Pelican Stars         |

## Gruppo B

### Inghilterra
Selezionatrice: Hope Powell
| N. | Pos. | Giocatore           | Data nascita (età)         | Pres. | Reti | Squadra         |
| -- | ---- | ------------------- | -------------------------- | ----- | ---- | --------------- |
| 1  | P    | Karen Bardsley      | 14 ottobre 1984 (26 anni)  | 12    | 0    | Sky Blue        |
| 2  | D    | Alexandra Scott     | 14 ottobre 1984 (26 anni)  | 33    | 6    | Boston Breakers |
| 3  | D    | Rachel Unitt        | 5 giugno 1982 (29 anni)    | 63    | 4    | Everton         |
| 4  | C    | Jill Scott          | 2 febbraio 1987 (24 anni)  | 11    | 1    | Everton         |
| 5  | D    | Faye White          | 2 febbraio 1978 (33 anni)  | 56    | 4    | Arsenal         |
| 6  | D    | Casey Stoney        | 13 maggio 1982 (29 anni)   | 49    | 2    | Lincoln City    |
| 7  | C    | Jess Clarke         | 5 maggio 1989 (22 anni)    | 25    | 6    | Lincoln City    |
| 8  | C    | Fara Williams       | 25 gennaio 1984 (27 anni)  | 53    | 16   | Everton         |
| 9  | A    | Ellen White         | 9 maggio 1989 (22 anni)    | 14    | 5    | Arsenal         |
| 10 | A    | Kelly Smith         | 29 ottobre 1978 (32 anni)  | 103   | 25   | Boston Breakers |
| 11 | C    | Rachel Yankey       | 1º novembre 1979 (31 anni) | 108   | 11   | Arsenal         |
| 12 | A    | Karen Carney        | 1º agosto 1987 (23 anni)   | 31    | 5    | Birmingham City |
| 13 | P    | Rachel Brown        | 2 luglio 1980 (30 anni)    | 48    | 0    | Everton         |
| 14 | A    | Eniola Aluko        | 21 febbraio 1987 (24 anni) | 26    | 4    | Sky Blue        |
| 15 | D    | Sophie Bradley      | 5 maggio 1989 (22 anni)    | 5     | 0    | Lincoln City    |
| 16 | C    | Steph Houghton      | 23 aprile 1988 (23 anni)   | 16    | 1    | Arsenal         |
| 17 | C    | Laura Bassett       | 2 agosto 1983 (27 anni)    | 19    | 0    | Birmingham City |
| 18 | C    | Anita Asante        | 27 aprile 1985 (26 anni)   | 24    | 1    | Sky Blue        |
| 19 | D    | Dunia Susi          | 10 agosto 1987 (23 anni)   | 13    | 0    | Birmingham City |
| 20 | D    | Claire Rafferty     | 11 gennaio 1989 (22 anni)  | 4     | 1    | Chelsea         |
| 21 | P    | Siobhan Chamberlain | 15 agosto 1983 (27 anni)   | 6     | 0    | Bristol Academy |

### Giappone
Selezionatrice: Norio Sasaki
| N. | Pos. | Giocatore        | Data nascita (età)          | Pres. | Reti | Squadra                   |
| -- | ---- | ---------------- | --------------------------- | ----- | ---- | ------------------------- |
| 1  | P    | Nozomi Yamago    | 16 gennaio 1975 (36 anni)   | 58    | 0    | Urawa Reds                |
| 2  | D    | Yukari Kinga     | 2 maggio 1984 (27 anni)     | 19    | 0    | INAC Kobe Leonessa        |
| 3  | D    | Azusa Iwashimizu | 14 ottobre 1986 (24 anni)   | 23    | 5    | Nippon TV Beleza          |
| 4  | D    | Saki Kumagai     | 17 ottobre 1990 (20 anni)   | 20    | 0    | Urawa Reds                |
| 5  | D    | Kyōko Yano       | 3 giugno 1984 (27 anni)     | 41    | 1    | Urawa Reds                |
| 6  | C    | Mizuho Sakaguchi | 15 ottobre 1987 (23 anni)   | 12    | 13   | Albirex Niigata           |
| 7  | A    | Kozue Andō       | 9 luglio 1982 (28 anni)     | 52    | 7    | 2001 Duisburg             |
| 8  | C    | Aya Miyama       | 28 gennaio 1985 (26 anni)   | 50    | 15   | Okayama Yunogo Belle      |
| 9  | C    | Nahomi Kawasumi  | 23 settembre 1985 (25 anni) | 13    | 2    | INAC Kobe Leonessa        |
| 10 | C    | Homare Sawa      | 9 luglio 1978 (32 anni)     | 158   | 65   | INAC Kobe Leonessa        |
| 11 | A    | Shinobu Ōno      | 23 gennaio 1984 (27 anni)   | 46    | 18   | INAC Kobe Leonessa        |
| 12 | P    | Miho Fukumoto    | 2 ottobre 1983 (27 anni)    | 33    | 0    | Okayama Yunogo Belle      |
| 13 | C    | Rumi Utsugi      | 5 dicembre 1988 (22 anni)   | 16    | 0    | Montpellier               |
| 14 | D    | Megumi Kamionobe | 15 marzo 1986 (25 anni)     | 13    | 2    | Albirex Niigata           |
| 15 | D    | Aya Sameshima    | 16 giugno 1987 (24 anni)    | 24    | 2    | Boston Breakers           |
| 16 | D    | Asuna Tanaka     | 23 aprile 1988 (23 anni)    | 2     | 0    | INAC Kobe Leonessa        |
| 17 | A    | Yūki Nagasato    | 15 giugno 1987 (24 anni)    | 35    | 19   | Turbine Potsdam           |
| 18 | A    | Karina Maruyama  | 26 marzo 1983 (28 anni)     | 60    | 13   | JEF United Ichihara Chiba |
| 19 | A    | Megumi Takase    | 10 novembre 1990 (20 anni)  | 15    | 4    | INAC Kobe Leonessa        |
| 20 | A    | Mana Iwabuchi    | 18 marzo 1993 (18 anni)     | 3     | 3    | Nippon TV Beleza          |
| 21 | P    | Ayumi Kaihori    | 4 settembre 1986 (24 anni)  | 16    | 0    | INAC Kobe Leonessa        |

### Messico
Selezionatore: Leonardo Cuéllar
| N. | Pos. | Giocatore               | Data nascita (età)          | Pres. | Reti | Squadra                    |
| -- | ---- | ----------------------- | --------------------------- | ----- | ---- | -------------------------- |
| 1  | P    | Erika Vanegas           | 7 luglio 1988 (22 anni)     | 13    | 0    | svincolata                 |
| 2  | D    | Kenti Robles            | 15 febbraio 1991 (20 anni)  | 12    | 0    | Espanyol                   |
| 3  | D    | Rubí Sandoval           | 18 gennaio 1984 (27 anni)   | 70    | 5    | svincolata                 |
| 4  | D    | Alina Garciamendez      | 16 aprile 1991 (20 anni)    | 17    | 1    | Stanford Cardinal          |
| 5  | D    | Natalie Vinti           | 2 gennaio 1988 (23 anni)    | 20    | 0    | University of San Diego    |
| 6  | D    | Natalie Garcia          | 30 gennaio 1990 (21 anni)   | 3     | 0    | University of San Diego    |
| 7  | C    | Juana Lopez             | 25 dicembre 1978 (32 anni)  | 102   | 14   | svincolata                 |
| 8  | C    | Guadalupe Worbis        | 12 dicembre 1983 (27 anni)  | 95    | 22   | Extremadura                |
| 9  | A    | Maribel Domínguez       | 18 novembre 1978 (32 anni)  | 90    | 67   | L'Estartit                 |
| 10 | C    | Dinora Garza            | 24 gennaio 1988 (23 anni)   | 30    | 9    | Tigres                     |
| 11 | C    | Nayeli Rangel           | 28 febbraio 1992 (19 anni)  | 27    | 3    | Tigres                     |
| 12 | P    | Pamela Tajonar          | 2 dicembre 1984 (26 anni)   | 36    | 0    | Atlético Málaga            |
| 13 | C    | Liliana Mercado         | 22 ottobre 1988 (22 anni)   | 11    | 0    | UDLA Puebla                |
| 14 | D    | Monica Alvarado         | 11 gennaio 1991 (20 anni)   | 5     | 0    | Texas Christian University |
| 15 | D    | Luz del Rosario Saucedo | 14 dicembre 1983 (27 anni)  | 91    | 2    | svincolata                 |
| 16 | D    | Charlyn Corral          | 11 settembre 1991 (19 anni) | 19    | 3    | Monterrey Royal Eagles     |
| 17 | C    | Teresa Noyola           | 15 aprile 1990 (21 anni)    | 7     | 0    | Stanford Cardinal          |
| 18 | A    | Verónica Pérez          | 18 maggio 1988 (23 anni)    | 23    | 4    | Saint Louis Athletica      |
| 19 | A    | Monica Ocampo           | 4 gennaio 1987 (24 anni)    | 36    | 12   | Atlanta Beat               |
| 20 | P    | Cecilia Santiago        | 19 ottobre 1994 (16 anni)   | 11    | 0    | Santos Laguna              |
| 21 | A    | Stephany Mayor          | 23 settembre 1991 (19 anni) | 16    | 5    | UDLA Puebla                |

### Nuova Zelanda
Selezionatore: John Herdman
| N. | Pos. | Giocatore        | Data nascita (età)          | Pres. | Reti | Squadra                 |
| -- | ---- | ---------------- | --------------------------- | ----- | ---- | ----------------------- |
| 1  | P    | Jenny Bindon     | 25 febbraio 1973 (38 anni)  | 16    | 0    | Hibiscus Coast          |
| 2  | D    | Ria Percival     | 7 dicembre 1989 (21 anni)   | 16    | 2    | Lynn-Avon United        |
| 3  | D    | Anna Green       | 20 agosto 1990 (20 anni)    | 37    | 5    | Three Kings United      |
| 4  | C    | Katie Hoyle      | 1º febbraio 1988 (23 anni)  | 11    | 0    | Glenfield Rovers        |
| 5  | D    | Abby Erceg       | 20 novembre 1989 (21 anni)  | 16    | 2    | Fencibles Utd.          |
| 6  | D    | Rebecca Smith    | 17 giugno 1981 (30 anni)    | 25    | 2    | Wolfsburg               |
| 7  | D    | Ali Riley        | 30 ottobre 1987 (23 anni)   | 12    | 0    | Western New York Flash  |
| 8  | C    | Hayley Moorwood  | 13 febbraio 1984 (27 anni)  | 24    | 2    | Chelsea                 |
| 9  | A    | Amber Hearn      | 28 novembre 1984 (26 anni)  | 43    | 22   | Lynn-Avon United        |
| 10 | A    | Sarah Gregorius  | 6 agosto 1987 (23 anni)     | 13    | 8    | Eastern Suburbs         |
| 11 | C    | Kirsty Yallop    | 4 novembre 1986 (24 anni)   | 47    | 11   | Lynn-Avon United        |
| 12 | C    | Betsy Hassett    | 4 agosto 1990 (20 anni)     | 23    | 2    | California Golden Bears |
| 13 | A    | Rosie White      | 6 giugno 1993 (18 anni)     | 27    | 7    | Three Kings United      |
| 14 | A    | Sarah McLaughlin | 3 giugno 1991 (20 anni)     | 9     | 0    | Claudelands Rovers      |
| 15 | A    | Emma Kete        | 1º settembre 1987 (23 anni) | 40    | 3    | Three Kings United      |
| 16 | C    | Annalie Longo    | 1º luglio 1991 (19 anni)    | 9     | 0    | Three Kings United      |
| 17 | A    | Hannah Wilkinson | 28 maggio 1992 (19 anni)    | 19    | 8    | Glenfield Rovers        |
| 18 | D    | Katie Bowen      | 15 aprile 1994 (17 anni)    | 2     | 0    | Glenfield Rovers        |
| 19 | D    | Kristy Hill      | 1º luglio 1979 (31 anni)    | 17    | 0    | Fencibles Utd.          |
| 20 | P    | Aroon Clansey    | 12 febbraio 1986 (25 anni)  | 62    | 0    | Three Kings United      |
| 21 | P    | Erin Nayler      | 17 aprile 1992 (19 anni)    | 0     | 0    | Eastern Suburbs         |

## Gruppo C

### Colombia
Selezionatore: Ricardo Rozo
| N. | Pos. | Giocatore                  | Data nascita (età)          | Pres. | Reti | Squadra                      |
| -- | ---- | -------------------------- | --------------------------- | ----- | ---- | ---------------------------- |
| 1  | P    | Paula Forero               | 25 gennaio 1992 (19 anni)   | 10    | 0    | Gol Star                     |
| 2  | D    | Yuly Muñoz                 | 18 marzo 1989 (22 anni)     | 14    | 1    | Estudiantes                  |
| 3  | D    | Natalia Gaitán             | 3 aprile 1991 (20 anni)     | 1     | 0    | University of Toledo         |
| 4  | C    | Diana Ospina               | 3 marzo 1989 (22 anni)      | 1     | 0    | Formas Íntimas               |
| 5  | D    | Nataly Arias               | 2 aprile 1986 (25 anni)     | 11    | 3    | University of Maryland       |
| 6  | C    | Daniela Montoya            | 22 agosto 1990 (20 anni)    |       |      | Formas Íntimas               |
| 7  | A    | Catalina Usme              | 25 dicembre 1989 (21 anni)  | 8     | 1    | Independiente Medellín       |
| 8  | D    | Andrea Peralta             | 9 maggio 1988 (23 anni)     | 17    | 14   | Estudiantes                  |
| 9  | C    | Carmen Elisa Rodallega     | 15 luglio 1983 (27 anni)    | 24    | 1    | Sarmiento Lora               |
| 10 | C    | Yoreli Rincón              | 27 luglio 1993 (17 anni)    | 29    | 4    | Gol Star                     |
| 11 | C    | Liana Salazar              | 16 settembre 1992 (18 anni) | 11    | 8    | Kansas Jayhawks              |
| 12 | P    | Sandra Sepúlveda           | 3 marzo 1988 (23 anni)      | 10    | 0    | Formas Íntimas               |
| 13 | C    | Yulieth Domínguez          | 6 settembre 1993 (17 anni)  | 11    | 0    | Estudiantes                  |
| 14 | D    | Kelis Peduzine             | 21 aprile 1983 (28 anni)    | 12    | 3    | Eba                          |
| 15 | C    | Tatiana Ariza              | 21 febbraio 1991 (20 anni)  | 19    | 2    | Austin Peay State University |
| 16 | A    | Lady Andrade               | 10 gennaio 1992 (19 anni)   | 10    | 1    | Inter Bogotá                 |
| 17 | A    | Ingrid Vidal               | 22 aprile 1991 (20 anni)    | 5     | 1    | Club de Générac              |
| 18 | A    | Katerin Castro             | 21 novembre 1991 (19 anni)  | 14    | 5    | Estudiantes                  |
| 19 | D    | Fatima Montaño             | 2 ottobre 1984 (26 anni)    | 3     | 3    | Águila                       |
| 20 | C    | Orianica Velásquez Herrera | 1º agosto 1989 (21 anni)    | 10    | 1    | Indiana University           |
| 21 | P    | Alexandra Velasco          | 23 agosto 1985 (25 anni)    | 0     | 0    | Gol Star                     |

### Corea del Nord
Selezionatore: Kim Kwang Min
| N. | Pos. | Giocatore      | Data nascita (età)         | Pres. | Reti | Squadra               |
| -- | ---- | -------------- | -------------------------- | ----- | ---- | --------------------- |
| 1  | P    | Hong Myong-hui | 4 settembre 1991 (19 anni) | 9     | 0    | 4.25                  |
| 2  | D    | Jon Hong-yon   | 11 giugno 1992 (19 anni)   | 1     | 0    | 4.25                  |
| 3  | D    | Ho Un-byol     | 19 gennaio 1992 (19 anni)  | 1     | 0    | 4.25                  |
| 4  | C    | Kim Myong-gum  | 4 novembre 1990 (20 anni)  | 2     | 0    | Rimyongsu             |
| 5  | D    | Song Jong-sun  | 11 marzo 1981 (30 anni)    | 14    | 0    | Rimyongsu             |
| 6  | D    | Paek Sol-hui   | 20 marzo 1994 (17 anni)    | 3     | 0    | 4.25                  |
| 7  | A    | Yun Hyon-hi    | 9 settembre 1992 (18 anni) | 1     | 0    | 4.25                  |
| 8  | C    | Kim Su-gyong   | 4 gennaio 1995 (16 anni)   | 3     | 0    | 4.25                  |
| 9  | A    | Ra Un-sim      | 2 luglio 1988 (22 anni)    | 20    | 7    | Amrokgang Sports Team |
| 10 | C    | Jo Yun-mi      | 5 gennaio 1987 (24 anni)   | 30    | 6    | 4.25                  |
| 11 | C    | Ri Ye-gyong    | 26 ottobre 1989 (21 anni)  | 14    | 0    | Amrokgang             |
| 12 | C    | Jon Myong-hwa  | 9 agosto 1993 (17 anni)    | 9     | 2    | 4.25                  |
| 13 | C    | Kim Un-ju      | 9 aprile 1993 (18 anni)    | 4     | 0    | 4.25                  |
| 14 | C    | Kim Chung-sim  | 27 novembre 1990 (20 anni) | 14    | 0    | 4.25                  |
| 15 | D    | Yu Jong-Hui    | 21 marzo 1986 (25 anni)    | 7     | 0    | 4.25                  |
| 16 | D    | Jong Pok-sim   | 31 luglio 1985 (25 anni)   | 6     | 0    | 4.25                  |
| 17 | D    | Ri Un-Hhyang   | 15 maggio 1988 (23 anni)   | 1     | 0    | Amrokgang             |
| 18 | P    | Kim Chol-ok    | 15 ottobre 1994 (16 anni)  | 1     | 0    | 4.25                  |
| 19 | A    | Choe Mi-gyong  | 17 gennaio 1991 (20 anni)  | 2     | 0    | Rimyongsu             |
| 20 | A    | Kwon Song-hwa  | 5 febbraio 1992 (19 anni)  | 2     | 0    | 4.25                  |
| 21 | P    | Ri Jin-sim     | 29 maggio 1991 (20 anni)   | 1     | 0    | Wolmido               |

### Svezia
Selezionatore: Thomas Dennerby
| N. | Pos. | Giocatore           | Data nascita (età)          | Pres. | Reti | Squadra                |
| -- | ---- | ------------------- | --------------------------- | ----- | ---- | ---------------------- |
| 1  | P    | Hedvig Lindahl      | 29 aprile 1983 (28 anni)    | 24    | 0    | Kristianstads DFF      |
| 2  | D    | Charlotte Rohlin    | 2 dicembre 1980 (30 anni)   | 4     | 1    | Linköping              |
| 3  | D    | Linda Sembrant      | 15 maggio 1987 (24 anni)    | 22    | 1    | Kopparbergs/Göteborg   |
| 4  | D    | Annica Svensson     | 3 marzo 1983 (28 anni)      | 12    | 0    | Tyresö FF              |
| 5  | C    | Caroline Seger      | 19 marzo 1985 (26 anni)     | 34    | 3    | Western New York Flash |
| 6  | D    | Sara Thunebro       | 26 aprile 1979 (32 anni)    | 21    | 2    | 1. FFC Francoforte     |
| 7  | D    | Sara Larsson        | 13 maggio 1979 (32 anni)    | 101   | 6    | KIF Örebro             |
| 8  | A    | Lotta Schelin       | 27 febbraio 1984 (27 anni)  | 45    | 11   | Olympique Lione        |
| 9  | A    | Jessica Landström   | 12 dicembre 1984 (26 anni)  | 50    | 16   | 1. FFC Francoforte     |
| 10 | C    | Sofia Jakobsson     | 23 aprile 1990 (21 anni)    | 1     | 0    | Umeå IK                |
| 11 | C    | Antonia Göransson   | 16 settembre 1990 (20 anni) | 9     | 0    | Amburgo                |
| 12 | P    | Kristin Hammarström | 29 marzo 1982 (29 anni)     | 0     | 0    | Kopparbergs/Göteborg   |
| 13 | D    | Lina Nilsson        | 17 giugno 1987 (24 anni)    | 26    | 0    | LdB FC Malmö           |
| 14 | A    | Josefine Öqvist     | 23 luglio 1983 (27 anni)    | 64    | 17   | Tyresö FF              |
| 15 | C    | Therese Sjögran     | 8 aprile 1977 (34 anni)     | 160   | 11   | Sky Blue               |
| 16 | C    | Linda Forsberg      | 19 giugno 1985 (26 anni)    | 4     | 0    | LdB FC Malmö           |
| 17 | C    | Lisa Dahlkvist      | 6 febbraio 1987 (24 anni)   | 35    | 5    | Kopparbergs/Göteborg   |
| 18 | C    | Nilla Fischer       | 2 agosto 1984 (26 anni)     | 22    | 2    | LdB FC Malmö           |
| 19 | A    | Madelaine Edlund    | 15 settembre 1985 (25 anni) | 1     | 0    | Tyresö FF              |
| 20 | C    | Marie Hammarström   | 29 marzo 1982 (29 anni)     | 9     | 0    | KIF Örebro             |
| 21 | P    | Sofia Lundgren      | 20 settembre 1982 (28 anni) | 19    | 0    | Linköping              |

### Stati Uniti
Selezionatrice: Pia Sundhage
| N. | Pos. | Giocatore            | Data nascita (età)          | Pres. | Reti | Squadra                   |
| -- | ---- | -------------------- | --------------------------- | ----- | ---- | ------------------------- |
| 1  | P    | Hope Solo            | 30 luglio 1981 (29 anni)    | 95    | 0    | magicJack                 |
| 2  | D    | Heather Mitts        | 9 giugno 1978 (33 anni)     | 116   | 2    | Atlanta Beat              |
| 3  | D    | Christie Rampone (c) | 24 giugno 1975 (36 anni)    | 235   | 4    | magicJack                 |
| 4  | D    | Becky Sauerbrunn     | 6 giugno 1985 (26 anni)     | 11    | 0    | magicJack                 |
| 5  | C    | Kelley O'Hara        | 4 agosto 1988 (22 anni)     | 5     | 0    | Boston Breakers           |
| 6  | D    | Amy LePeilbet        | 12 marzo 1982 (29 anni)     | 49    | 0    | Boston Breakers           |
| 7  | C    | Shannon Boxx         | 29 giugno 1977 (33 anni)    | 146   | 22   | magicJack                 |
| 8  | A    | Amy Rodriguez        | 17 febbraio 1987 (24 anni)  | 65    | 17   | Philadelphia Independence |
| 9  | C    | Heather O'Reilly     | 2 gennaio 1985 (26 anni)    | 144   | 29   | Sky Blue                  |
| 10 | C    | Carli Lloyd          | 16 luglio 1982 (28 anni)    | 111   | 27   | Atlanta Beat              |
| 11 | D    | Ali Krieger          | 28 luglio 1984 (26 anni)    | 18    | 0    | svincolata                |
| 12 | A    | Lauren Cheney        | 30 settembre 1987 (23 anni) | 42    | 14   | Boston Breakers           |
| 13 | A    | Alex Morgan          | 2 luglio 1989 (21 anni)     | 19    | 7    | Western New York Flash    |
| 14 | D    | Stephanie Cox        | 3 aprile 1986 (25 anni)     | 74    | 0    | Boston Breakers           |
| 15 | C    | Megan Rapinoe        | 5 luglio 1985 (25 anni)     | 31    | 10   | Philadelphia Independence |
| 16 | C    | Lori Lindsey         | 19 marzo 1980 (31 anni)     | 22    | 0    | Philadelphia Independence |
| 17 | C    | Tobin Heath          | 29 maggio 1988 (23 anni)    | 27    | 2    | Sky Blue                  |
| 18 | P    | Nicole Barnhart      | 10 ottobre 1981 (29 anni)   | 39    | 0    | Philadelphia Independence |
| 19 | D    | Rachel Buehler       | 26 agosto 1985 (25 anni)    | 59    | 1    | Boston Breakers           |
| 20 | A    | Abby Wambach         | 2 giugno 1980 (31 anni)     | 157   | 118  | magicJack                 |
| 21 | P    | Jillian Loyden       | 25 maggio 1985 (26 anni)    | 1     | 0    | magicJack                 |

## Gruppo D

### Australia
Selezionatore: Tom Sermanni
| N. | Pos. | Giocatore            | Data nascita (età)          | Pres. | Reti | Squadra           |
| -- | ---- | -------------------- | --------------------------- | ----- | ---- | ----------------- |
| 1  | P    | Melissa Barbieri (c) | 20 gennaio 1980 (31 anni)   | 52    | 0    | Melbourne Victory |
| 2  | D    | Teigen Allen         | 12 febbraio 1994 (17 anni)  | 7     | 0    | Sydney FC         |
| 3  | D    | Kim Carroll          | 2 settembre 1987 (23 anni)  | 38    | 2    | Brisbane Roar     |
| 4  | D    | Clare Polkinghorne   | 2 gennaio 1989 (22 anni)    | 10    | 0    | Brisbane Roar     |
| 5  | D    | Laura Alleway        | 28 novembre 1989 (21 anni)  | 2     | 0    | Brisbane Roar     |
| 6  | D    | Ellyse Perry         | 3 novembre 1990 (20 anni)   | 13    | 2    | Canberra United   |
| 7  | C    | Heather Garriock     | 21 dicembre 1982 (28 anni)  | 118   | 14   | LdB FC Malmö      |
| 8  | C    | Elise Kellond-Knight | 10 agosto 1990 (20 anni)    | 19    | 0    | Brisbane Roar     |
| 9  | A    | Caitlin Foord        | 11 novembre 1994 (16 anni)  | 1     | 1    | Sydney FC         |
| 10 | C    | Servet Uzunlar       | 8 marzo 1989 (22 anni)      | 20    | 1    | Sydney FC         |
| 11 | A    | Lisa De Vanna        | 14 novembre 1984 (26 anni)  | 48    | 17   | magicJack         |
| 12 | A    | Emily van Egmond     | 12 luglio 1993 (17 anni)    | 3     | 0    | Canberra United   |
| 13 | C    | Tameka Butt          | 16 giugno 1991 (20 anni)    | 19    | 1    | Brisbane Roar     |
| 14 | C    | Collette McCallum    | 26 marzo 1986 (25 anni)     | 35    | 7    | Perth Glory       |
| 15 | C    | Sally Shipard        | 20 ottobre 1987 (23 anni)   | 35    | 2    | Canberra United   |
| 16 | C    | Lauren Colthorpe     | 25 ottobre 1985 (25 anni)   | 16    | 2    | Brisbane Roar     |
| 17 | A    | Kyah Simon           | 25 giugno 1991 (20 anni)    | 24    | 4    | Sydney FC         |
| 18 | P    | Lydia Williams       | 13 maggio 1988 (23 anni)    | 5     | 0    | Canberra United   |
| 19 | A    | Leena Khamis         | 19 giugno 1986 (25 anni)    | 16    | 4    | Sydney FC         |
| 20 | C    | Samantha Kerr        | 10 settembre 1993 (17 anni) | 13    | 3    | Perth Glory       |
| 21 | P    | Casey Dumont         | 25 gennaio 1992 (19 anni)   | 0     | 0    | Brisbane Roar     |

### Brasile
Selezionatore: Kleiton Lima
| N. | Pos. | Giocatore    | Data nascita (età)          | Pres. | Reti | Squadra                |
| -- | ---- | ------------ | --------------------------- | ----- | ---- | ---------------------- |
| 1  | P    | Andréia      | 14 settembre 1977 (33 anni) | 46    | 0    | Santos                 |
| 2  | D    | Maurine      | 14 gennaio 1986 (25 anni)   | 44    | 11   | Western New York Flash |
| 3  | D    | Daiane       | 15 aprile 1983 (28 anni)    | 12    | 3    | Botucatu               |
| 4  | D    | Aline        | 7 giugno 1982 (29 anni)     | 23    | 4    | Santos                 |
| 5  | D    | Renata Costa | 8 luglio 1986 (24 anni)     | 63    | 27   | svincolata             |
| 6  | D    | Rosana       | 7 luglio 1982 (28 anni)     | 32    | 6    | Centro Olímpico        |
| 7  | C    | Ester        | 9 dicembre 1982 (28 anni)   | 26    | 2    | Santos                 |
| 8  | C    | Formiga      | 3 marzo 1978 (33 anni)      | 46    | 12   | svincolata             |
| 9  | C    | Beatriz      | 17 dicembre 1993 (17 anni)  | 2     | 0    | Bangu                  |
| 10 | A    | Marta        | 19 febbraio 1986 (25 anni)  | 69    | 76   | Western New York Flash |
| 11 | A    | Cristiane    | 15 maggio 1985 (26 anni)    | 56    | 41   | Santos                 |
| 12 | P    | Bárbara      | 4 luglio 1988 (22 anni)     | 18    | 2    | Foz Cataratas          |
| 13 | D    | Érika        | 4 febbraio 1988 (23 anni)   | 14    | 8    | Santos                 |
| 14 | A    | Fabiana      | 4 agosto 1989 (21 anni)     | 18    | 4    | Santos                 |
| 15 | C    | Francielle   | 18 ottobre 1989 (21 anni)   | 15    | 5    | São José               |
| 16 | D    | Elaine       | 1º novembre 1982 (28 anni)  | 18    | 4    | Tyresö FF              |
| 17 | A    | Daniele      | 2 aprile 1983 (28 anni)     | 12    | 3    | Vasco da Gama          |
| 18 | A    | Thaís G.     | 20 gennaio 1993 (18 anni)   | 5     | 0    | Bangu                  |
| 19 | A    | Grazielle    | 28 aprile 1981 (30 anni)    | 18    | 5    | America                |
| 20 | D    | Roseane      | 23 luglio 1985 (25 anni)    | 12    | 0    | Bangu                  |
| 21 | P    | Thaís        | 19 giugno 1987 (24 anni)    | 12    | 0    | Bangu                  |

### Guinea Equatoriale
Selezionatore:  Marcello Frigerio
Il 28 giugno 2011, Jade è stata sospesa dalla Commissione Disciplinare della FIFA a causa di problemi di idoneità, ed è stata successivamente sostituita da Emiliana Mangue.
| N. | Pos. | Giocatore         | Data nascita (età)         | Pres. | Reti | Squadra            |
| -- | ---- | ----------------- | -------------------------- | ----- | ---- | ------------------ |
| 1  | P    | Mirian            | 25 febbraio 1982 (29 anni) | 9     | 0    | São Francisco      |
| 2  | D    | Bruna             | 12 maggio 1984 (27 anni)   | 8     | 0    | Rio Preto          |
| 3  | D    | Dulce             | 18 gennaio 1982 (29 anni)  | 3     | 0    | COTP               |
| 4  | D    | Carol             | 18 febbraio 1983 (28 anni) | 8     | 3    | Botucatu           |
| 5  | C    | Cris              | 12 dicembre 1985 (25 anni) | 4     | 0    | Palmeiras          |
| 6  | C    | Vânia             | 9 novembre 1980 (30 anni)  | 2     | 0    | Hyundai Red Angels |
| 7  | A    | Blessing Diala    | 8 dicembre 1989 (21 anni)  | 17    | 4    | svincolata         |
| 8  | A    | Emiliana Mangue   | 4 dicembre 1991 (19 anni)  | 0     | 0    | Waiso Ipola        |
| 9  | C    | Dorine Chuigoué   | 28 novembre 1988 (22 anni) | 12    | 8    | Waiso Ipola        |
| 10 | C    | Genoveva Añonma   | 12 ottobre 1987 (23 anni)  | 28    | 15   | Jena               |
| 11 | C    | Natalia Abeso     | 5 settembre 1986 (24 anni) | 17    | 1    | Inter Continental  |
| 12 | C    | Sinforosa Nguema  | 26 aprile 1989 (22 anni)   | 14    | 6    | Waiso Ipola        |
| 13 | P    | Farota            | 2 luglio 1979 (31 anni)    | 9     | 0    | Princesses         |
| 14 | C    | Jumária           | 8 maggio 1979 (32 anni)    | 13    | 1    | São Francisco      |
| 15 | C    | Gloria Chinasa    | 8 dicembre 1987 (23 anni)  | 17    | 9    | Rivers Angels      |
| 16 | C    | Lucrecia Ngui     | 23 agosto 1988 (22 anni)   | 6     | 1    | Waiso Ipola        |
| 17 | A    | Tiga              | 16 aprile 1983 (28 anni)   | 3     | 4    | UNIP (futsal)      |
| 18 | P    | María Rosa Ondo   | 10 ottobre 1982 (28 anni)  | 6     | 0    | Inter Continental  |
| 19 | A    | Fatoumata Ndiaye  | 27 marzo 1984 (27 anni)    | 4     | 1    | Inter Continental  |
| 20 | C    | Christelle Nyepel | 16 gennaio 1992 (19 anni)  | 7     | 2    | Waiso Ipola        |
| 21 | D    | Laetitia Chapeh   | 7 aprile 1987 (24 anni)    | 2     | 0    | Waiso Ipola        |

### Norvegia
Selezionatrice: Eli Landsem
| N. | Pos. | Giocatore                | Data nascita (età)          | Pres. | Reti | Squadra         |
| -- | ---- | ------------------------ | --------------------------- | ----- | ---- | --------------- |
| 1  | P    | Ingrid Hjelmseth         | 10 aprile 1980 (31 anni)    | 44    | 0    | Stabæk          |
| 2  | D    | Nora Holstad Berge       | 26 marzo 1987 (24 anni)     | 5     | 0    | Linköping       |
| 3  | D    | Maren Mjelde             | 6 novembre 1989 (21 anni)   | 31    | 1    | Arna-Bjørnar    |
| 4  | C    | Ingvild Stensland        | 3 agosto 1981 (29 anni)     | 101   | 5    | Olympique Lione |
| 5  | C    | Marita Skammelsrud Lund  | 29 gennaio 1989 (22 anni)   | 19    | 0    | LSK Kvinner     |
| 6  | C    | Kristine Wigdahl Hegland | 8 agosto 1992 (18 anni)     | 0     | 0    | Arna-Bjørnar    |
| 7  | D    | Trine Rønning            | 14 giugno 1982 (29 anni)    | 111   | 15   | Stabæk          |
| 8  | D    | Runa Vikestad            | 13 agosto 1984 (26 anni)    | 14    | 1    | Kolbotn         |
| 9  | A    | Isabell Herlovsen        | 23 giugno 1988 (23 anni)    | 63    | 19   | LSK Kvinner     |
| 10 | A    | Cecilie Pedersen         | 14 settembre 1990 (20 anni) | 20    | 8    | Avaldsnes       |
| 11 | C    | Leni Larsen Kaurin       | 21 marzo 1981 (30 anni)     | 80    | 4    | Wolfsburg       |
| 12 | P    | Erika Skarbø             | 12 giugno 1987 (24 anni)    | 15    | 0    | Arna-Bjørnar    |
| 13 | C    | Madeleine Giske          | 14 settembre 1987 (23 anni) | 15    | 1    | Arna-Bjørnar    |
| 14 | C    | Gry Tofte Ims            | 2 marzo 1986 (25 anni)      | 7     | 0    | Klepp           |
| 15 | D    | Hedda Strand Gardsjord   | 28 giugno 1982 (28 anni)    | 22    | 0    | Røa             |
| 16 | A    | Elise Thorsnes           | 14 agosto 1988 (22 anni)    | 40    | 6    | Røa             |
| 17 | A    | Lene Mykjåland           | 20 febbraio 1987 (24 anni)  | 35    | 8    | Røa             |
| 18 | C    | Guro Knutsen             | 10 gennaio 1985 (26 anni)   | 27    | 3    | Røa             |
| 19 | A    | Emilie Haavi             | 16 giugno 1992 (19 anni)    | 7     | 4    | Røa             |
| 20 | D    | Ingrid Ryland            | 29 maggio 1989 (22 anni)    | 6     | 0    | Arna-Bjørnar    |
| 21 | P    | Caroline Knutsen         | 21 novembre 1983 (27 anni)  | 4     | 0    | Røa             |